# リバウンド (テレビドラマ)
『リバウンド』は、2011年4月27日から6月29日まで日本テレビ系の『水曜ドラマ』枠で毎週水曜日22時 - 22時54分に放送された日本のテレビドラマである。全10回。脚本：遊川和彦。音楽：池頼広。出演：相武紗季、速水もこみち、若村麻由美ほか。ラブコメディー。

## 概要
相武紗季が演じる体重78kgだった女性がダイエットとリバウンドを繰り返す中で、さまざまな試練を乗り越えながら本当の自分を見つけるまでを描く。ダイエットを扱ったコメディではなく、“女性の生き方”を描いた人間ドラマである。
当初は4月13日に放送予定だったが延期となった。

## キャスト

### 主要人物
大場 信子（おおば のぶこ）〈23〉
演 - 相武紗季（6歳：小西舞優、10歳：佐藤瑠南、15歳：芳野彩夏、17歳：御園有里）
本作の主人公。岐阜県高山市出身。6歳の時に偶然迷い込んだケーキ店で、パティシエから食べさせてもらったショートケーキの味に感動し、ケーキ屋のお嫁さんになることを決意する（後に、この時のケーキ店が「Ange」で、ショートケーキを食べさせてくれたパティシエが太一の父親だったことが判明）。太りやすい体質の上、実家が味噌かつ屋で、両親揃って料理が上手いという環境とシュークリームが好物なため、しだいにおデブとなる。中学時代にはサービス精神から、必要以上に自虐ネタで盛り上げる全方位外交的な性格となり、高校時代はソフトボール部に所属するも、体力をつけるためにさらに食べまくり、「ブ～子」のあだ名がつき、22歳の時点で体重が78kgになってしまう。研作に振られたのを機に一念発起し、1年間で33kgのダイエットを成功させ、ファッション誌「EDEN」編集部への就職が決まる。太っていた時の名残からか、明るく振る舞う姿が暑苦しく見られたり、歩き方がガニ股になることがあり、倒れてきた撮影用のセットを一人で支えられるほどの力持ちである。ひとたびスイッチが入ると、「あーそうでちゅか」などと赤ちゃん言葉で切れるが、初めは怒りをぶつけるべき張本人ではなく、なぜか近くのものやその場に居合わせた別の人に向けて当たり散らす。手帳をうれしい出来事のあった記念日で365日埋めつくすことが夢で、記念日を書き込んではニコちゃんシールを貼っている。
「ケーキ依存症」（診断した神谷が命名）で、ケーキを一口でも食べるとダムが決壊するかのように食べるのをやめられずに太り始める体質のため、神谷からケーキを食べることを固く禁じられている。しかし取材で知り合った太一にひと目惚れし、ケーキの味に感動が全く無いと記事に書いたことから、「Ange」の評判を落としてしまい、その責任から太一の新作ケーキ作りを手伝うハメになり、試食を繰り返す中でリバウンドしてしまう。リバウンドした姿を太一には気づかれず、別人だと勘違いされたため、佐藤チヨコの偽名を名乗って、「Ange」でアルバイトをすることになる。蘭から2週間でダイエットを成功させてそれを記事にするよう命じられるが、さらに2週間の延長を願い出て、最終的に神谷に泣きつき、2週間の入院と食欲を抑える無認可の薬を服用の末、再度ダイエットを成功させ、太一と結ばれる。しかし仕事と恋愛の選択を迫られた末、太一との結婚を選んで「EDEN」編集部に辞表を出したことを太一に言い出せないまま、蘭に同行する予定だったパリコレの取材を応援する太一と瞳に空港で見送られ、瞳のいる部屋に帰れなくなってしまう。研作が用意したホテルに滞在中、不注意で無認可の薬をトイレに落とし（直後に研作に流されてしまう）、研作に言われるままルームサービスや差し入れを食べた上、ジャンとの独占契約を結ぶために「EDEN」のスタッフが食べたケーキの残り全部を食べ切り、再びリバウンド。「元おデブ編集者のダイエット日記」の好評を受け、蘭が預かっていた辞表は撤回されたが、太一とケンカ別れしたショックから食欲をなくし倒れた末に、再び45kgまで痩せる。太一を巡って瞳とケンカし、無理なダイエットをやめた結果、再度リバウンド。睦巳の入院で悩んだ挙句、「トントン亭」を継ぐために「EDEN」編集部を辞めて岐阜に帰り、研作と修行をしていたが、「トントン亭」にきた太一とともにトンカツケーキを作る中で、自分が幸せになって、周りも幸せにしたいと思うようになり、太一と一緒に「Ange」をやっていくために結婚。その傍ら、蘭が編集長となった新雑誌「NOAH」で「今デブの日記」を連載している。携帯の着信音は「交響曲第5番」。
今井 太一（いまい たいち）〈27〉
演 - 速水もこみち
人気ケーキ店「Ange（アンジュ）」2代目オーナーパティシエ。イケメンで“スウィート王子”と呼ばれているが、実は信子同様に太りやすい体質で、小さい時には見た目と名前から「ふといち」と呼ばれいじめられていた。父親はたまたま東京に来ていた6歳の信子にショートケーキを食べさせた「Ange」の先代パティシエで、酔っ払いに押されて、駅のホームに落ちた母親を助けようとして両親揃って事故死する。そのショックから食欲をなくし、痩せることができたが、太っていた時のコンプレックスからデブを嫌い、高慢なオレ様キャラとなる。両親からは、いざとなるとすごい力を出せると言われていたが、自分が物事を決めるとロクなことが起こらず、告白した相手には振られた為、後ろ向きな考え方になってしまい、「イマイチ」と言われることを極端に嫌う（名前を略すと「いまいち」になる為）。
前述の両親が死んだ経緯から、両親の幸せの象徴であるショートケーキを作ろうとせず、太一が作った他のケーキを信子が食べても幸せの鐘が鳴らなかった。しかしケーキ作りを手伝う信子に発破を掛けられ、ショートケーキだけでなく、次々と新たなケーキを作り出している（そのケーキには信子が手帳に貼っているニコちゃんシールのモチーフを入れている）。視力が悪く、リバウンドした信子だと気づかぬまま、アルバイト募集の求人で来た女性と勘違いし、「Ange」のアルバイトに採用する。信子と会わない間に、ケーキやシュークリームを作って試食を繰り返した結果、太ってしまう。自身の変わり果てた見た目に絶望し、菓子をやけ食いしていたが、信子に叱咤されて新たなケーキを作っただけでなく、神谷に処方された食欲を抑える無認可の薬を服用し、ダイエットに成功。その後も薬の服用は続けていたが、それを黙っていたことを信子に知られ、ケンカ別れしてからは服用をやめた。やがて父親と同じく10個のケーキを作り、「Ange」をリニューアルオープンさせようと考えるようになり、瞳にロゴや店内に飾る絵を依頼。瞳に連れられ「トントン亭」を訪れ、信子とともにトンカツケーキを作り、結婚相手に渡そうと決めていた母親の形見の指輪を信子に渡し、結婚。『ムーミン』に登場するトフスラン・ビフスランと同じように、単語の一文字目を入れ替えて話すことがある（一例として、「また明日」は「あたました」）。アーティストの視点から信子の文才や瞳の絵の才能を認めている。携帯の着信音は「精霊流し」。

### 「EDEN」編集部
森中 蘭（もりなか らん）
演 - 若村麻由美
編集長。信子ら編集部員に太ったらクビだと迫るなど手厳しい性格で、「EDEN」の販売部数を伸ばすためなら命を賭けることも惜しまない。自分が認めていない編集部員の名前をよく間違える。
新人の頃、当時交際していた男性にケーキを作ったが、それを食べてもらえなかった上、二股をかけていた女性と結婚され失恋。自分で作ったケーキをやけ食いしてアレルギー症状が出てから、ケーキが嫌いになった。しかし、信子に頼まれて太一が作ったアップルパイを食べてからはケーキ嫌いはなくなった。有希を巻頭グラビアに使わなかったために上司と対立し、新しい雑誌を作るために退職。あらゆる世代の女性が幸せになれる雑誌「NOAH」を創刊させる。喫煙者。
内藤 有希（ないとう ゆうき）〈28〉
演 - 西山茉希
「EDEN」モデル。太一の元恋人。リバウンドした信子がチヨコとして「Ange」で働いていたことを知る数少ない人物。新人だった頃に、蘭が上司を説得して創刊号から「EDEN」に抜擢されたが、いい表情を見せなくなり、魅力がなくなったことからクビを言い渡される。自分に魅力が無くなったことを思い知り、蘭に謝罪後、「NOAH」のモデルを務める。
渋谷（しぶたに）
演 - 上野なつひ（第1 - 5、7 - 9話）
副編集長。蘭の退職後は新たに編集長となる。入社以来、名前の読み方を「しぶや」と間違えられていたが、訂正しなかった。
西井（にしい）
演 - 今宿麻美（第1 - 5、7 - 9話）
中田（なかた）
演 - 野間れい（第1 - 5、7 - 9話）
小室（こむろ）
演 - 大垣知哉（第1 - 5、7 - 9話）
石田（いしだ）
演 - 高橋愛美（第1 - 5、7 - 9話）
谷本（たにもと）
演 - 大杉亜依里（第1 - 5、7 - 9話）
渡部（わたべ）
演 - 市川葵（第1 - 5、7 - 9話）
矢部（やべ）
演 - 酒本冴（第1 - 5、7 - 9話）
木村（きむら）
演 - 大橋るみ子（第1 - 5、7 - 9話）
小嶋（こじま）
演 - 結城さなえ（第1、6 - 9話）
編集部員。
編集部員
演 - 渡邊小百合（第1・5話）
太ったからしばらく出社しなくていいと蘭に言われる。
蘭の上司
演 - 山崎大輔（第8・9話）
有希を使わなければ編集長をクビにすると蘭に告げる。
モデル
演 - 林香緒里（第8話）
蘭が有希の代わりに起用したモデル。
カメラマン
演 - 首藤幹夫（第1・6・7・9話）
バッグ撮影のカメラマン
演 - 前河恵児（第4話）

### Ange
天野 史郎（てんの しろう）
演 - 竜星涼
痩せている時の信子にひと目ぼれし、運命的な出会いだと電話で母親に話し、「Ange」に通いつめる。当初は太っている信子とすれ違いざまにぶつかっても同一人物だと気づいていなかったが、太一と信子がケンカ別れした時に、偶然その事実を知ってしまう。実家は歯医者だが、父親の跡を継がず、「Ange」で働き始める。第1話から登場するも、本名はずっと不明のままだったが、最終話で判明。
久遠 愛（くどう あい）
演 - 山岡愛姫
学校でいじめに遭い、帰りに立ち寄った「Ange」で太一から元気を出すよう励まされ、幸せになるケーキを作ると約束する。それ以来、学校帰りに「Ange」に立ち寄っている。その正体は天使で、信子と太一の幸せを見届け、天に昇っていく。
太一の父親
演 - 速水もこみち（二役、第1・最終話）
「Ange」の先代パティシエ。小さい時に母親とともに事故死する。
「Ange」の客
演 - 綾瀬里緒（第6話）、大内晶奈（最終話）

### トントン亭
大場 智恵（おおば ちえ）
演 - 伊藤かずえ
信子の母親。学生時代はミスキャンパスだった。
大場 睦巳（おおば むつみ）
演 - 石塚英彦
信子の父親。高山市で味噌かつ屋「トントン亭」を営む。心筋梗塞で倒れて一時入院し、店をたたむ事も考えたが、信子と研作が修行し、研作が「トントン亭」を継ぐことを宣言したため、店を続ける。
風見 研作（かざみ けんさく）〈26〉
演 - 勝地涼
広告代理店勤務。信子の元恋人で、自分から振ったものの、今でも未練があり、よりを戻そうと信子と太一を引き裂くべく、信子を太らせようとたくさん食べさせたり、信子がトイレに落とした薬をわざと流したり、悩みや経過などをつぶやきサイト・Tsubuyaiterに投稿している。タブレットPCを手放さず、どんなことでもすぐに検索するため、太一からは「検索野郎」と揶揄されている。睦巳の入院を知り、信子と一緒になるために「トントン亭」を継ごうとしたが、検索に頼らず、自分で悩んだり考えたりして、生き方を決めるべきだと信子に叱咤され、何でも検索することを止めると同時に会社も辞め、睦巳たちに頼み込んで「トントン亭」で修行を始め、店を継ぐ。

### その他
三村 瞳（みむら ひとみ）〈23 → 24〉
演 - 栗山千明
信子の親友。イラストレーターで信子と一緒に住んでいる。ケンカが絶えず離婚した両親は、父親も離婚後家を出た母親・美矢も絵の道に進むことを快く思っておらず、疫病神扱いされている。高校時代、同じ洋菓子店で一緒にシュークリームを食べていた縁で信子と親友となる。信子や太一とは対照的に、いくら食べても太らない体質。恋愛は面倒くさいと思っているが、信子のことで相談にのるうちに、徐々に太一に惹かれていく。絵を諦め、コバト文具に就職するが、会社にやって来た信子に好きなものが一つでもあるのかと言われ、会社を退職し、信子と和解。離れ離れになった信子と太一を一緒にさせようと応援する。「Ange」のロゴとパッケージ、および店内に飾る天使の絵、ならびに「Ange」と合体した「トントン亭」のロゴを手がける。喫煙者。
神谷 貴之（かみや たかゆき）
演 - 半海一晃
神谷ビューティークリニック院長。信子と太一の主治医。二人に食欲を抑える無認可の薬を処方する。薬の服用方法を守らなかった信子に薬が効かない体となったため45kgに戻るのは無理だと宣告したが、失恋のショックで食欲をなくし、信子が再び痩せたことに驚いている。ある理由から女性をくだらない生き物だと考え、二度と愛さないと思っていたが、信子と接する中で、外見ではなく心の美しさが大切だと気づかされ、クリニックを辞め、結婚する。
瀬川 美矢（せがわ みや）
演 - 朝加真由美（第6・7話）
瞳の母親。瞳の父親と離婚後、再婚。
瀬川 希（せがわ のぞみ）
演 - 村松沙耶奈（第6・7話）
美矢と再婚相手との長女。
瀬川 美穂（せがわ みほ）
演 - 浜野希莉（第6・7話）
美矢と再婚相手との次女。

### ゲスト
第1話
リポーター
演 - 堀尾若奈
第2話
有希の彼
演 - 三木将太
IT企業の経営者で年収3億。
太った女性
演 - 白くまりか子
公園の出入り口で太った太一とぶつかる。
第3話
フレンチレストランのギャルソン
演 - 高橋洋介
タクシーに乗った男性
演 - 森山大輔
第4話
教会の神父
演 - 池下重大
坂道で信子がおんぶしたおばあちゃん
演 - 重久七重子
第5話
ジャン・リュック・ベルナール
演 - Le Gall
フランスの有名デザイナー。「EDEN」での新作発表の独占契約を受ける条件として、ケーキ好きな自分のために用意された200個のケーキを「EDEN」のスタッフが完食することを提示。
通訳
演 - 高間朋世
書店のOL
演 - まぁこ、安藤なつ
第6話
洋服店の店員
演 - 堀尾若奈（第7話）
レストランで彼女を振った隣の席の男
演 - 松本寛也
第7話
男子生徒
演 - 渡邊龍太郎
高校時代、瞳に映画のチケットを渡すが、信子が好きな相手だったため、断られる。
第8話
ギャラリーのオーナー
演 - 岸博之
ギャラリーに絵を飾る見返りに、瞳に肉体関係を求めたが拒まれる。
アパートの大家
演 - 柳谷ユカ
運送業者
演 - 松井晶熙
宅配便の配達員
演 - 堀之内隼人
第9話
商店街の店主
演 - 藏内秀樹、森喜行、ふくまつみ
コバト文具の面接官
演 - 兼平由佳理（最終話）
最終話
演 - 馮韓（第1・2・6・8話）

## スタッフ
- 脚本 - 遊川和彦
- 音楽 - 池頼広
- 演出 - 南雲聖一、石尾純、日暮謙（5年D組）
- 演出補 - 伊藤彰記
- 特殊メイク - メイクアップディメンションズ（江川悦子、神田文裕、遠藤温子）
- 取材協力 - 講談社
- ケーキ指導 - 西田喜孝
- 医事指導 - 堀エリカ
- チーププロデューサー - 田中芳樹
- プロデューサー - 大平太、太田雅晴（5年D組）
- 制作協力 - 5年D組
- 製作著作 - 日本テレビ

## 放送日程
| 各話                                                        | 放送日        | サブタイトル   | サブタイトル                                              | 太一が作ったケーキ | 演出     | 視聴率 |
| 各話                                                        | 放送日        | 放送時         | ラテ欄                                                    | 太一が作ったケーキ | 演出     | 視聴率 |
| ----------------------------------------------------------- | ------------- | -------------- | --------------------------------------------------------- | ------------------ | -------- | ------ |
| 第1話                                                       | 2011年4月27日 | やせられない女 | やせられない女                                            | ショートケーキ     | 南雲聖一 | 14.3%  |
| 第2話                                                       | 2011年5月04日 | 言い出せない女 | 言い出せない女                                            | シュークリーム     | 南雲聖一 | 10.5%  |
| 第3話                                                       | 2011年5月11日 | 愛せない女     | 外見は･･･関係ない                                         | チョコレートケーキ | 石尾純   | 12.2%  |
| 第4話                                                       | 2011年5月18日 | 決められない女 | 結婚を決意した日                                          | モンブラン         | 石尾純   | 10.6%  |
| 第5話                                                       | 2011年5月25日 | 戻れない女     | 減量よりつらい嘘                                          | チーズケーキ       | 南雲聖一 | 11.4%  |
| 第6話                                                       | 2011年6月01日 | 食べられない女 | 失恋ダイエット!?                                          | フルーツタルト     | 日暮謙   | 11.3%  |
| 第7話                                                       | 2011年6月08日 | 信じられない女 | 女同士に友情なんてありえない                              | ロールケーキ       | 石尾純   | 09.7%  |
| 第8話                                                       | 2011年6月15日 | 変えられない女 | やせるのやーめた                                          | アップルパイ       | 南雲聖一 | 10.8%  |
| 第9話                                                       | 2011年6月22日 | 捨てられない女 | 止められない食欲                                          | プリン             | 石尾純   | 09.8%  |
| 最終話                                                      | 2011年6月29日 | あきらめない女 | 33キロ壮絶減量! 愛から逃げない女が挑む 奇跡のケーキとは!? | トンカツケーキ     | 南雲聖一 | 10.5%  |
| 平均視聴率 11.11%（視聴率は関東地区・ビデオリサーチ社調べ） |               |                |                                                           |                    |          |        |

## 関連商品

### サウンドトラック
- リバウンド オリジナルサウンドトラック（バップ、2011年6月8日発売）

| 収録曲（タイトル）／作曲など | 収録曲（タイトル）／作曲など | 収録曲（タイトル）／作曲など |
| ---------------------------- | ---------------------------- | ---------------------------- |
| M-01                         | Dolce vita                   | 作曲・編曲：池頼広           |
| M-02                         | ショートケーキ               | 作曲・編曲：池頼広           |
| M-03                         | ストロベリーミルフィーユ     | 作曲・編曲：池頼広           |
| M-04                         | ホットアップルパイ           | 作曲・編曲：池頼広           |
| M-05                         | Dolce vita（pf ver.）        | 作曲・編曲：池頼広           |
| M-06                         | ロールケーキ 1/2             | 作曲・編曲：池頼広           |
| M-07                         | ピスタチオマカロン           | 作曲・編曲：池頼広           |
| M-08                         | マンデル・トルテ             | 作曲・編曲：池頼広           |
| M-09                         | フランボワーズ               | 作曲・編曲：池頼広           |
| M-10                         | パンプキンプディング         | 作曲・編曲：池頼広           |
| M-11                         | ロールケーキ1本食い          | 作曲・編曲：池頼広           |
| M-12                         | ブッシュ・ド・ノエル         | 作曲・編曲：池頼広           |
| M-13                         | さくらんぼのジュレ           | 作曲・編曲：池頼広           |
| M-14                         | Dolce vita（short ver.）     | 作曲・編曲：池頼広           |
| M-15                         | サバラン                     | 作曲・編曲：池頼広           |
| M-16                         | 満腹ロールケーキ             | 作曲・編曲：池頼広           |
| M-17                         | ブルーベリータルト           | 作曲・編曲：池頼広           |
| M-18                         | 食べすぎロールケーキ         | 作曲・編曲：池頼広           |
| M-19                         | ガトーショコラ               | 作曲・編曲：池頼広           |
| M-20                         | レモンメレンゲパイ           | 作曲・編曲：池頼広           |
| M-21                         | Dolce vita（inst ver.）      | 作曲・編曲：池頼広           |
| M-22                         | Cake and Love                | 作曲・編曲：池頼広           |

### DVD
- リバウンド DVD-BOX（バップ、2011年10月19日発売）